# 33 Dywizja Piechoty (II RP)
33 Dywizja Piechoty (33 DP) – rezerwowa wielka jednostka piechoty Wojska Polskiego II RP.
W czasie kampanii wrześniowej dywizja walczyła w składzie SGO „Narew”. W toku działań nad Narwią skoncentrowana w rejonie Ostrołęki, a jej 135 pułk piechoty pod Osowcem i Wizną. Poniosła duże straty w czasie przemarszu do bitwy pod Pułtuskiem. Broniła Bugu pod Brokiem; Pod Włodawą zatrzymała 3 DPanc. Potem włączona do 41 DP rez. i wraz z nią walczyła pod Sawinem, a następnie w II bitwie tomaszowskiej. 135 pułk piechoty częścią sił wziął udział w bitwie pod Kockiem.

## Formowanie dywizji
33 Dywizja Piechoty nie występowała w pokojowej organizacji wojska. Została sformowana w dniach 24–27 sierpnia 1939 na terenie Okręgu Korpusu Nr III i OK Nr I, w mobilizacji alarmowej (w grupie żółtej i niebieskiej), na bazie Brygady KOP „Grodno” w Grodnie, pułku KOP „Wilno” w Wilnie, Centralnej Szkoły Podoficerów KOP w Osowcu i 32 dywizjonu artylerii lekkiej w Rembertowie, a w Osowcu (II dywizjon).
133 pułk piechoty został zmobilizowany w całości przez pułk KOP „Wilno”. Jego I batalion mobilizował batalion KOP „Nowe Święciany”, II batalion – batalion KOP „Niemenczyn”, a III batalion – batalion KOP „Troki”. Dowództwo oraz niektóre pododdziały 134 pułku piechoty mobilizowało dowództwo brygady KOP „Grodno”. I batalion mobilizował batalion KOP „Orany”, II batalion – batalion KOP „Sejny”, a III batalion mobilizował 41 pułk piechoty, wykorzystując do tego celu zmagazynowane wyposażenie zlikwidowanego batalionu KOP „Suwałki”.
Centralna Szkoła Podoficerska KOP i dywizjon artylerii lekkiej KOP Osowiec mobilizowały 135 pułk piechoty i II dywizjon 32 pal. 135 pp, jak i inne jednostki formowane przez CSP KOP, stanowiły samodzielne zgrupowanie i do 33 DP nie dołączyły.
Artyleria 33 DP została zmobilizowana w Rembertowie, gdzie stacjonował 32 dal. Zostały tam sformowane I i III dywizjony 32 pal.
Kompania saperów KOP „Grodno” zmobilizowała batalion saperów typ II b nr 43.
Kawalerię dywizyjną wystawił szwadron kawalerii KOP „Olkienniki”.
Tak zorganizowana 33 Dywizja Piechoty skoncentrowała się w dniach 28–31 sierpnia 1939 w rejonie na południe od Nowogrodu i na zachód od Ostrołęki.

## Walki w kampanii wrześniowej
Zgodnie z planem operacyjnym 33 DP (rez.) pod dowództwem płk. dypl. Tadeusza Zieleniewskiego weszła w skład Samodzielnej Grupy Operacyjnej „Narew”, jako jej odwód. (bez 135 pp i II/32 pal - stacjonowały w Osowcu). Zgrupowana była w rejonie Czerwonego Boru z zadaniem działań głównie na kierunku Ostrołęka, a następnie Łomża i Nowogród.
Do 3 września dywizja miała tylko ograniczony kontakt z wrogiem. 
5 września przebywała przez cały dzień na postoju w rejonie Borowe. Następnie w ciągu nocy dywizja obsadziła linię Narwi na zachód od Lipianki i Kamionki wypełniając w ten sposób lukę między 18 Dywizją Piechoty. Dowództwo stacjonowało w Jarnutach. Wieczorem otrzymała rozkaz do uderzenia wraz z GO „Wyszków” na zgrupowanie niemieckiej 3 Armii. 
6 września dywizja rozpoczęła przemarsz do miejsca koncentracji na północ od Wyszkowa. Tego samego dnia została przydzielona do SGO „Narew” i miała cofnąć się na Janki Stare. 6 września na skutek intensywnego ostrzału i bombardowania rozbity został III/135 pp (rez.) W nocy dywizja uderzyła na Różan, aby utrzymać linię polskiej obrony na Narwi. 33 DP (rez.) zmieniła jednak kierunek ataku z wschodniego na południowy. Wojska i tabory przemieszały się ze sobą, a kolumny marszowe rozciągnęły się na dużej przestrzeni. W dodatku jej oddziały stłoczyły się i skrzyżowały w rejonie Goworowo–Ponikiew Mała z oddziałami 41 DP (rez.). Jej los został przesądzony przed wprowadzeniem do walki. Dywizja zaczęła rozpadać się bez walki w wyniku chaotycznego przemieszczania się. Niemcy zaatakowali bronią pancerną obie dywizje na szerokim froncie. Bitwa od razu rozpadła się na szereg poszczególnych starć. Okrążone bataliony i dywizjony 33 DP (rez.) nie mogły się w nocy nawet rozwinąć do natarcia i po krótkiej walce z czołgami uległy panice. W efekcie oddziały obu dywizji rozpierzchły się, ponosząc duże straty w sprzęcie bojowym.
Oderwanie się 41 DP (rez.) od nieprzyjaciela i przesuwanie 33 DP (rez.) na południe odbywało się bez żadnego współdziałania gdyż w nocy z 6 na 7 września, mimo poszukiwań, płk Zieleniewski nie odnalazł gen. bryg. Wacława Piekarskiego, dowódcy 41 DP (rez.). 7 września dywizja cofała się w wielkim nieładzie na Wyszków i ostatecznie ześrodkowała się w sile 5 batalionów prawie bez artylerii w pobliżu Trzcianki. 8 września dywizję przydzielono do Grupy Operacyjnej „Wyszków”. 9 września kontratak jej oddziałów wyrzucił Niemców z przyczółka nad Bugiem pod Brańszczykiem. 133 pp (rez.) kontratakował pod Brokiem, lecz na skutek przewagi wroga musiał się wycofać. 10 września, gdy dywizja była w marszu, pod Stoczkiem rozbił ją atak niemieckiej Dywizji Pancernej „Kempf”. Niezdolne do dalszej walki resztki dywizji zostały skierowane w rejon Włodawy. Dywizja zdołała jednak zebrać ocalałe oddziały i 13 września stanęła w miejscowości Piszczac, gdzie wypoczęła i uzupełniła wszystkie braki z pełnych magazynów w Białej Podlaskiej.
W nocy z 14 na 15 września otrzymała nagły rozkaz z Kowla od gen. bryg. Mieczysława Ryś-Trojanowskiego przesunięcia się do rejonu Brześcia w celu wzmocnienia załogi tej twierdzy. Pułkownik Zieleniewski miał obiekcje, czy gen. Trojanowski, jako dowódca terytorialny, miał prawo dysponować jednostkami Armii „Modlin”. Nie chcąc jednak być bezczynnym i nie mając żadnej łączności z dowódcą armii, wydał rozkazy do wymarszu na Brześć o świcie 15 września. Artyleria, która otrzymała rozkaz już 14 września wieczorem, podjęła natychmiast marsz nocny. Ale zanim przygotowano dalsze rozkazy, przybył do Piszczaca dowódca armii gen. bryg. Emil Krukowicz-Przedrzymirski i sytuacja uległa radykalnej zmianie. Dywizja otrzymała rozkaz wymarszu na Włodawę. 17 września dywizja bezskutecznie atakowała oddziały niemieckie we Włodawie. Następnie ruszyła wraz z całym Frontem Północnym na południe.
19 września w Majdanie Ostrowskim generał Przedrzymirski przeprowadził reorganizację grupy generała Piekarskiego. Reorganizacja polegała na połączeniu 33 z 41 DP w jedną 41 Dywizję Piechoty pod dowództwem generała Piekarskiego. Dowódca piechoty dywizyjnej 33 DP, pułkownik Stefan Biestek został II dowódcą piechoty dywizyjnej 41 DP, dowódca artylerii dywizyjnej 33 DP, pułkownik Bolesław Dziubiński został II dowódcą artylerii dywizyjnej 41 DP, natomiast szef sztabu 33 DP, podpułkownik dyplomowany Władysław Niewiarowski został pierwszym szefem sztabu 41 DP. Nowa dywizja liczyła ponad 6000 żołnierzy i 35 dział.

## Obsada personalna dowództwa dywizji

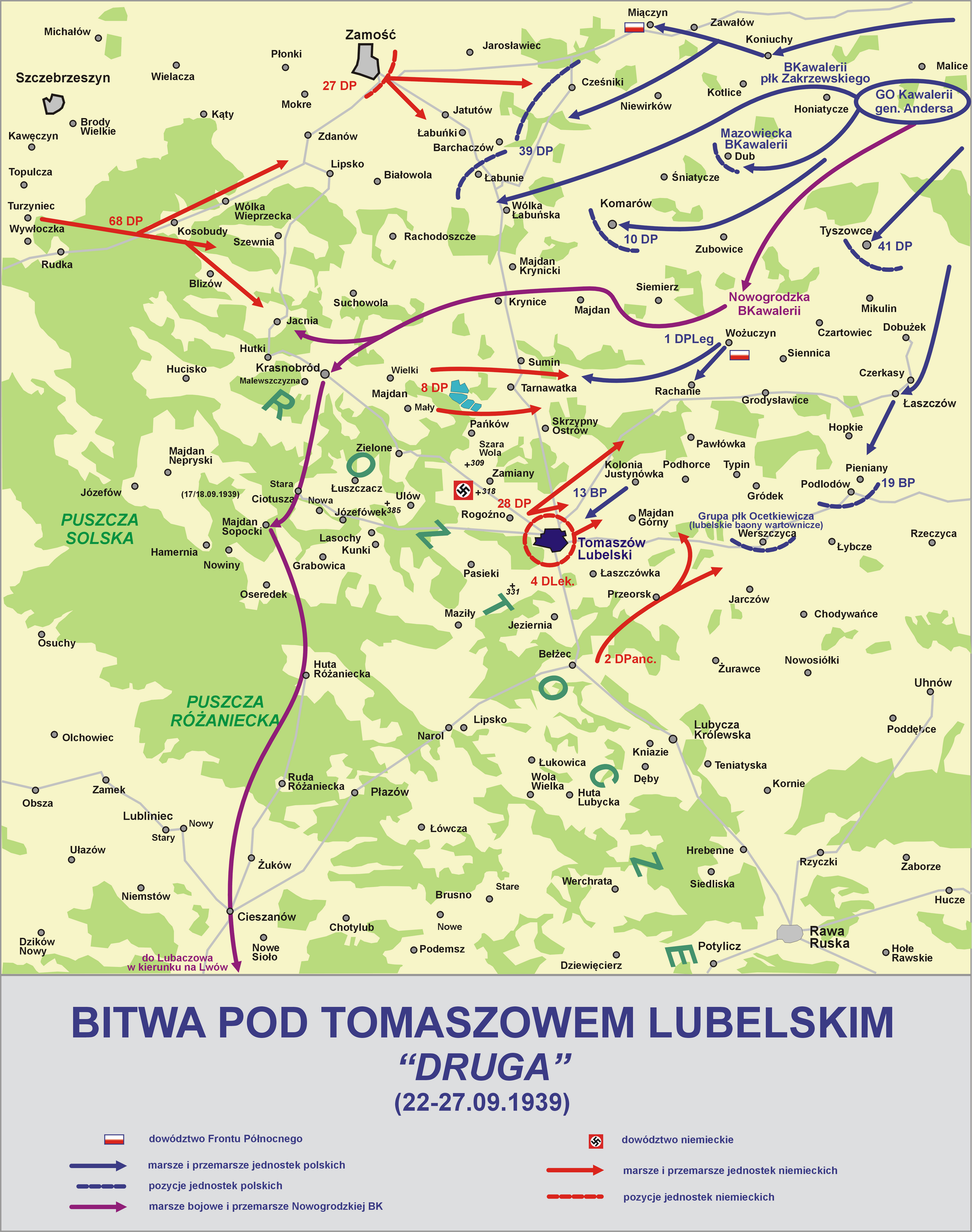

Obsada personalna dowództwa 33 DP. W nawiasach podano stanowiska służbowe oficerów dywizji zajmowane przed mobilizacją:
- dowódca dywizji – płk dypl. piech. Tadeusz Zieleniewski (komendant WIG)
- dowódca piechoty dywizyjnej – płk piech. Stefan Leon Biestek (dowódca Brygady KOP „Grodno”)
- dowódca artylerii dywizyjnej – płk art. Bolesław Dziubiński
- oficer sztabu – mjr art. Mikołaj I Rodziewicz
- oficer sztabu – kpt. Czesław Sopoćko
- szef sztabu – ppłk dypl. Władysław Niewiarowski (szef sztabu Brygady KOP „Grodno”)
- oficer operacyjny – kpt. dypl. sap. Jan Wojciech Kiwerski
- pomocnik oficera operacyjnego – por. dypl. Stefan Bogusławski
- oficer informacyjny – kpt. piech. Hubert Feliks Klemens (dowódca kompanii granicznej „Druskienniki”)
- kwatermistrz – kpt. dypl. piech. Antoni Olechnowicz
- dowódca łączności – mjr łącz. Andrzej Jarosz (szef łączności Brygady KOP „Grodno”) †1940 Charków
- dowódca taborów – kpt. tab. Jan II Krasoń[b]

## Organizacja wojenna
W nawiasach podano nazwy jednostek mobilizujących oddziały i pododdziały rezerwowej 33 DP.

Dowództwo 33 Dywizji Piechoty
- dowódcy broni i szefowie służb
- sztab

Kwatera Główna 33 Dywizji Piechoty (dowództwo Brygady KOP „Grodno”)
- kompania asystencyjna Nr
- pluton łączności Kwatery Głównej nr 44
- pluton pieszy żandarmerii nr 44 – kpt. żand. Antoni Leon Wiśniewski (dowódca plutonu żandarmerii KOP „Grodno”)
- poczta polowa Nr
- sąd polowy nr 34 (dowództwo Brygady KOP „Grodno”)
  - szef sądu – mjr Wincenty Skrzywan
  - sędzia – por. rez. Tadeusz Bobiński
  - sędzia – ppor. rez. Lucjan Michalczyk
- kompania gospodarcza KG 33 DP

Piechota dywizyjna:
- 133 pułk piechoty
- 134 pułk piechoty
- 135 pułk piechoty
- samodzielna kompania karabinów maszynowych i broni towarzyszącej nr
- kompania kolarzy nr

Artyleria dywizyjna
- 32 pułk artylerii lekkiej (32 dywizjon artylerii lekkiej)
- samodzielny patrol meteorologiczny nr 32 (32 dywizjon artylerii lekkiej)

Jednostki broni
- 43 batalion saperów (kompania saperów KOP „Grodno”) – kpt. sap. Edward Herman
- szwadron kawalerii dywizyjnej nr 44
- kompania telefoniczna nr 44
- pluton radio nr 44
- drużyna parkowa łączności nr 44

Jednostki i zakłady służb
- kompania sanitarna Nr
- szpital polowy nr 331 – mjr lek. Walenty Dębski
  - naczelny chirurg – por. rez. dr Donat Massalski